# ژائو جونژه
ژائو جونژه (انگلیسی: Zhao Junzhe؛ زادهٔ ۱۹ آوریل ۱۹۷۹) یک بازیکن فوتبال اهل جمهوری خلق چین است. که در حال حاضر برای باشگاه فوتبال لیائونینگ هووین بازی می‌کند.
او سابقه‌ی پوشیدن پیراهن تیم ملی فوتبال چین را دارد و برای این تیم در جام جهانی فوتبال ۲۰۰۲ نیز به میدان رفت.